# Apostolische Kammer
Die Apostolische Kammer (lateinisch Camera (Reverenda) Apostolica) war eine kuriale Behörde der römisch-katholischen Kirche. Im Mittelalter war die Apostolische Kammer die päpstliche Finanzbehörde, seit Pius X. war sie hingegen nur noch während einer Sedisvakanz befugt, die Güter des Apostolischen Stuhls zu verwalten. Leiter der Apostolischen Kammer war der Camerlengo (Kardinalkämmerer), bei dessen Verhinderung der Vize-Camerlengo.

## Geschichte
Im elften Jahrhundert kam für die Finanzverwaltung der Kurie und die Verwaltung der zeitlichen Güter des Heiligen Stuhls die Bezeichnung camera thesauraria auf. An der Spitze dieser Behörde stand im zwölften Jahrhundert der Camerarius (Kämmerer). In diesem Amt wurden die Aufgaben zusammengefasst, die zuvor jeweils dem Vestiarius, Vicedominus, Arcarius und Sacellarius übertragen waren. Sein Amt endete seit dem 13. Jahrhundert nicht mehr mit dem Tod des Papstes. Im 13. und im 16. Jahrhundert kamen verschiedene richterliche Funktionen hinzu, nicht nur in Steuerangelegenheiten, sondern auch in bestimmten Straf- und Zivilsachen. Urban VI. erweiterte 1379 die Zuständigkeit des Camerarius auf alle Fälle, die, wenn auch indirekt, die Rechte und Interessen der Kammer betrafen. Der Camerarius war oft ein Kardinal, aber erst seit dem fünfzehnten Jahrhundert wurde das Amt stets mit einem Kardinal besetzt, von dieser Zeit an hatte er auch einen ständigen Stellvertreter, den Vizekamerarius (später zugleich der Gouverneur von Rom). Die Zahl der clerici camerae, die den Camerlengo genannten Amtsinhaber unterstützten, schwankte im Laufe der Jahrhunderte. Eugen IV. fasste sie in einem Kollegium zusammen und gab ihnen am 6. Juli 1444 ihr erstes Statut.
Für die Aufgaben, die mit den Einnahmen, der Vermögensverwaltung und den Auszahlungen zusammenhängen, war im 13. Jahrhundert der Thesaurarius verantwortlich. Um Prozesse zu leiten, wurde zur selben Zeit das Amt des Auditor Camerae geschaffen, dessen Verantwortungsbereich von Innozenz VIII. 1485 erweitert wurde, ferner – nach einer kurzzeitigen Abschaffung des Amtes unter Paul III. – 1562 von Pius IV. und späteren Päpsten.
Die Apostolische Kammer trat nach dem Rücktritt von Papst Benedikt XVI. im Jahr 2013 zum letzten Mal in ihrer vollen Besetzung zusammen. Mit der Kurienreform von Papst Franziskus durch die Apostolische Konstitution Praedicate Evangelium wurde die Apostolische Kammer im Jahr 2022 abgeschafft. Die Aufgaben der Kammer werden seither vom Camerlengo und dem Vize-Camerlengo übernommen, die vom Kardinalkoordinator des Wirtschaftsrates und von zwei alle drei Tage neu zu losenden Kardinalassistenten unterstützt werden.